# Nycteola revayana
Nycteola revayana là một loài bướm đêm thuộc họ Nolidae. Nó được tìm thấy ở châu Âu to Ấn Độ.

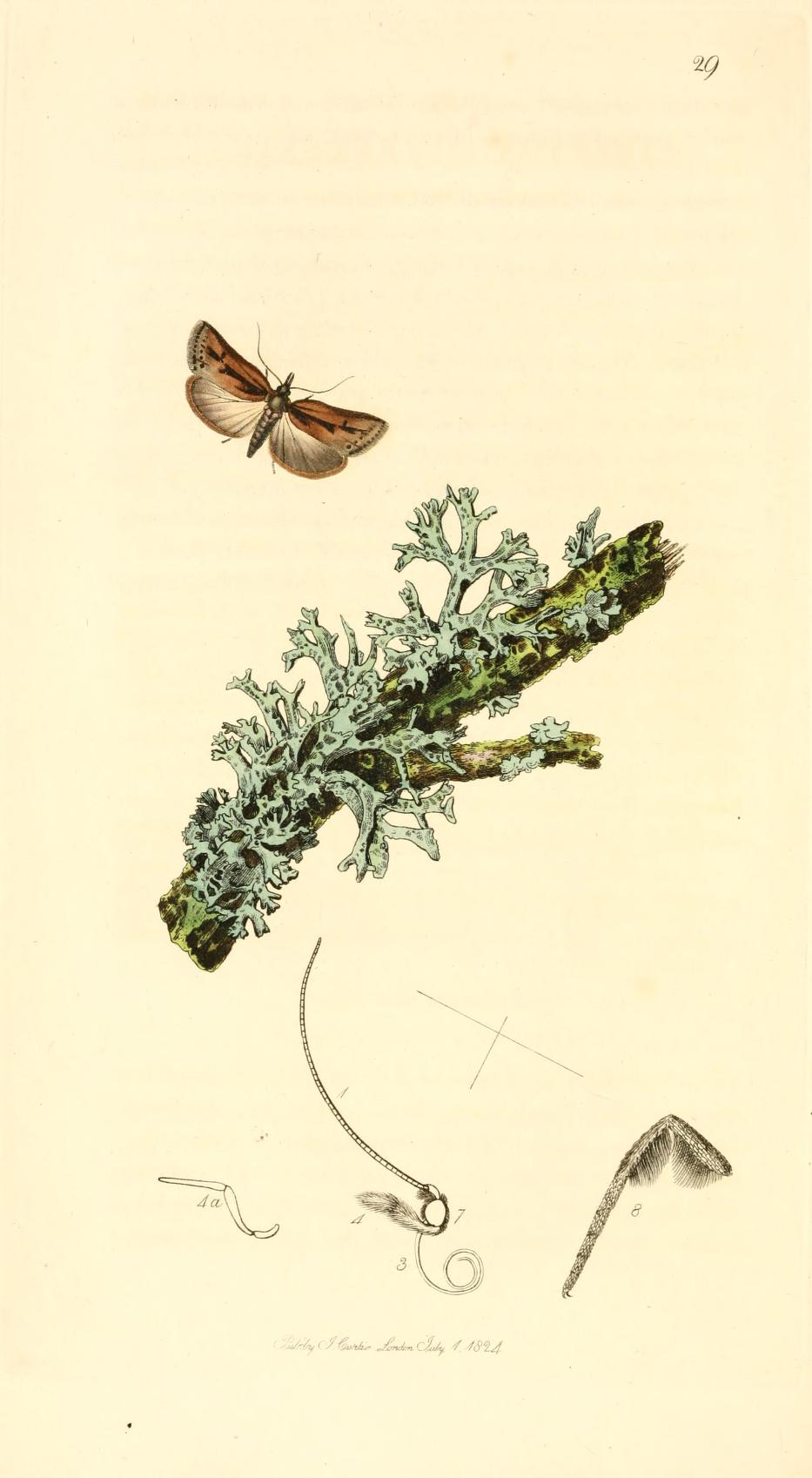
Illustration from John Curtis's British Entomology Volume 1

Sải cánh dài 20–25 mm. Nó là loài nhỏ và hơi giống với Tortricidae. Con trưởng thành bay adults in late autumn, overwintering và appearing một lần nữa vào early spring.
Ấu trùng chủ yếu ăn Quercus species, bao gồm Quercus robur, but have also been recorded on Populus và Salix species.

## Hình ảnh

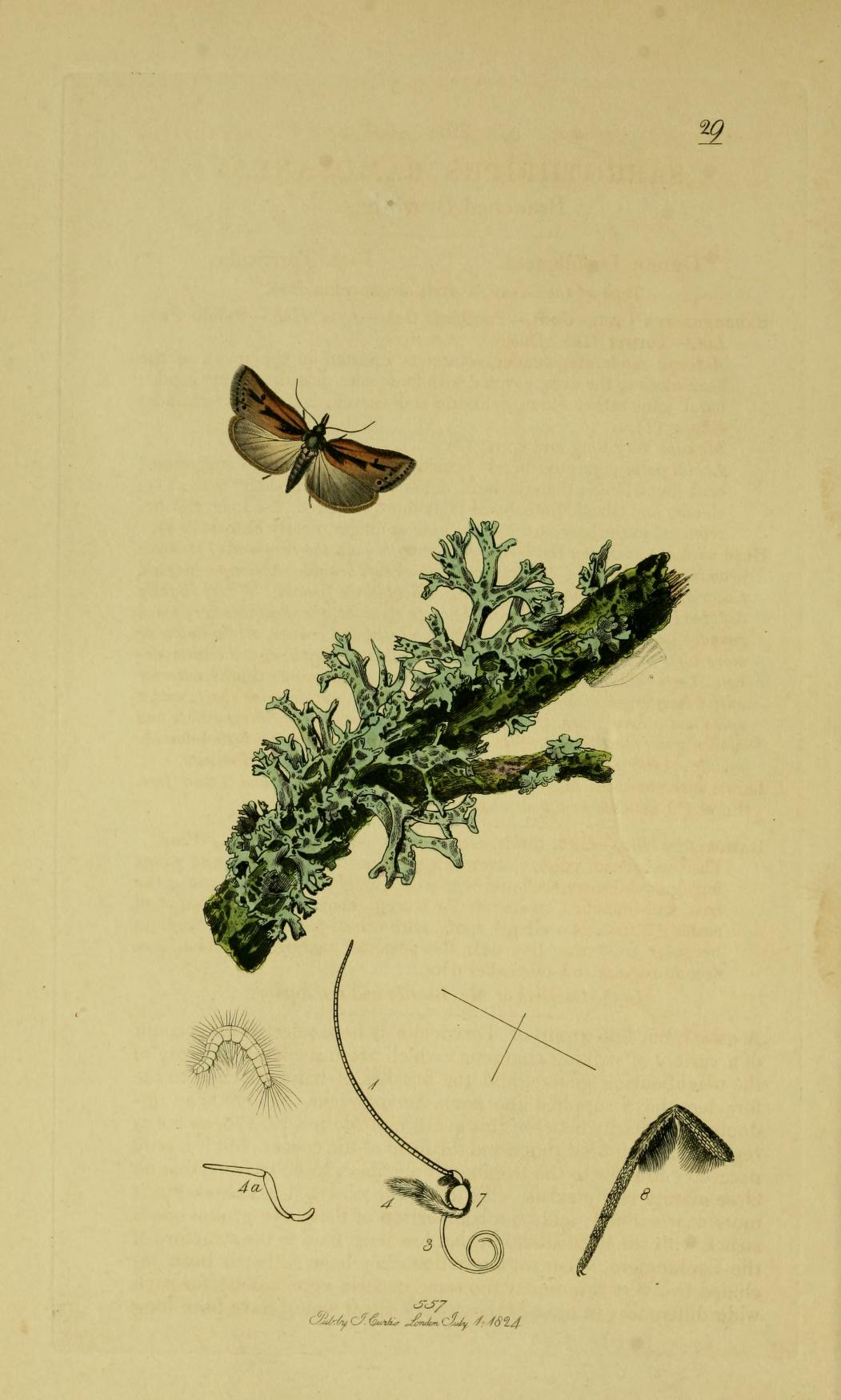
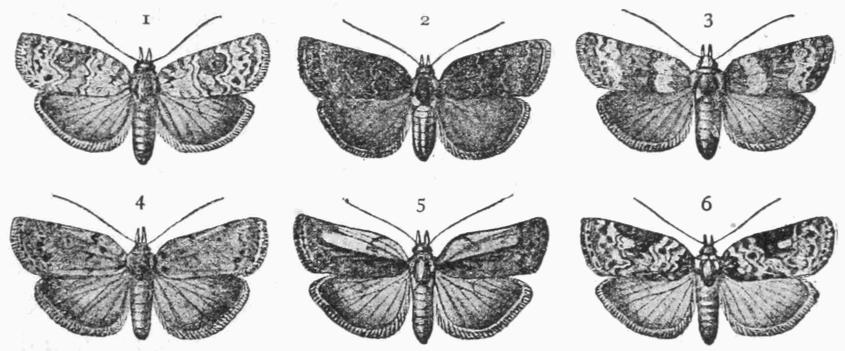
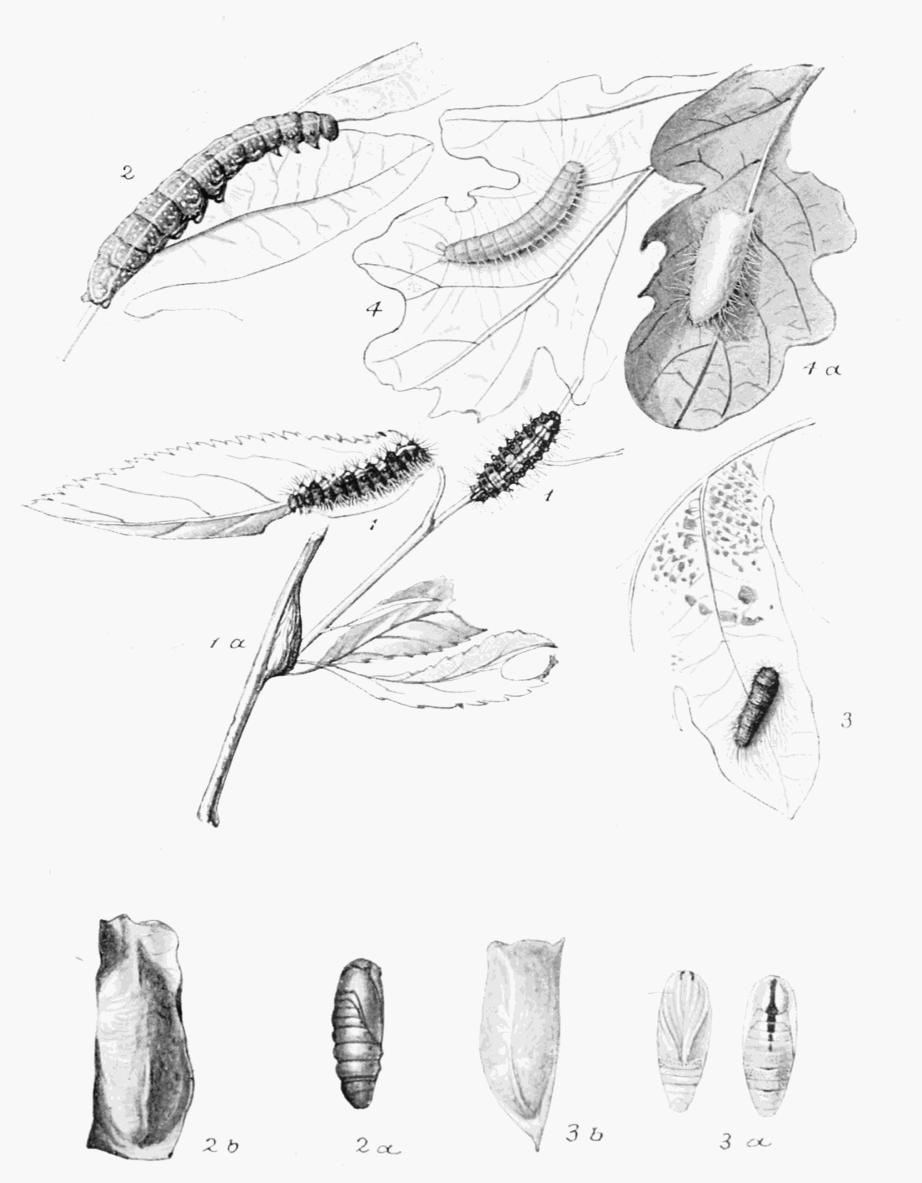
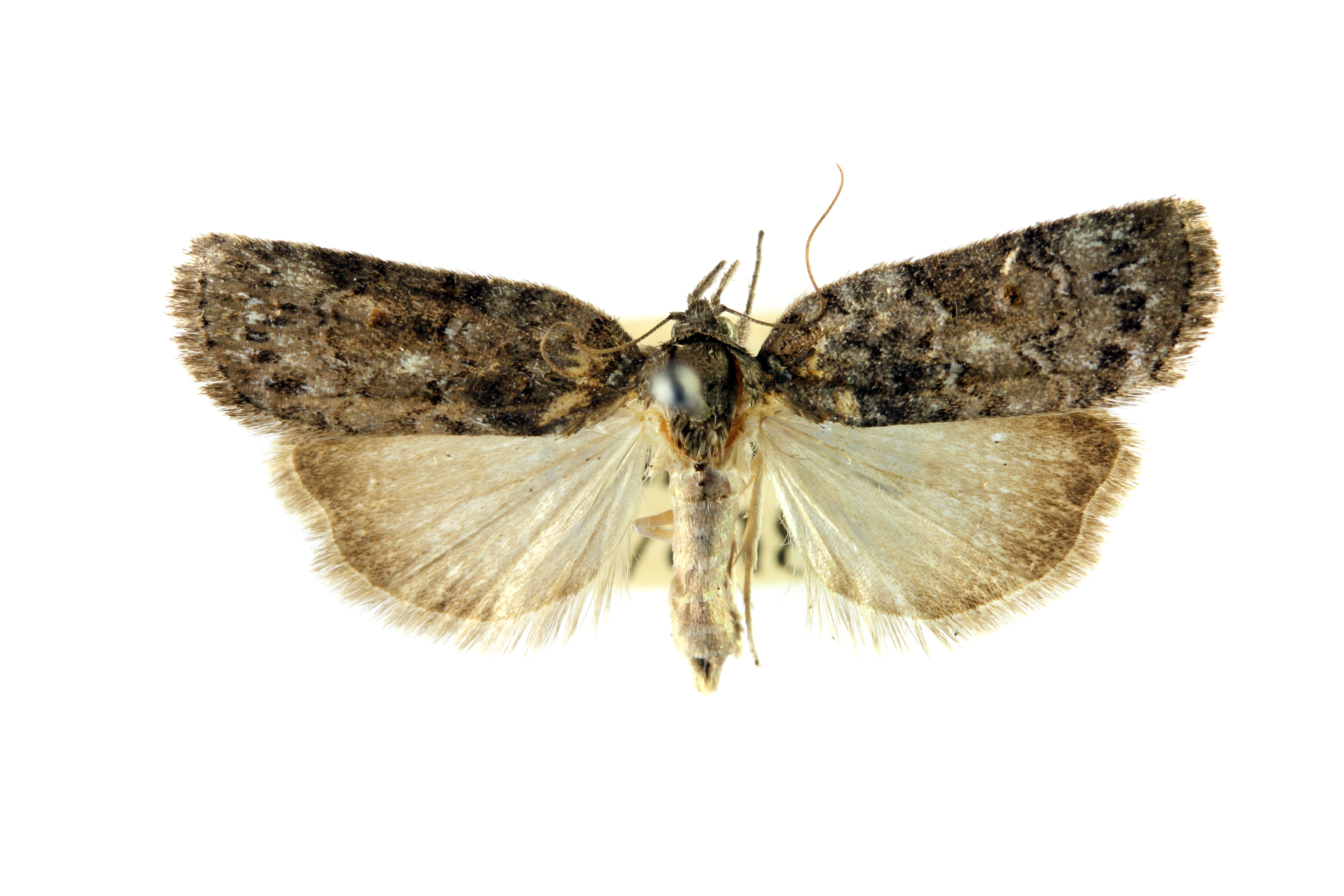